# Arvelius albopunctatus
Arvelius albopunctatus är en insektsart som först beskrevs av De Geer 1773.  Arvelius albopunctatus ingår i släktet Arvelius och familjen bärfisar. Inga underarter finns listade i Catalogue of Life.